# Victor Hugo (futebolista)
Victor Hugo Gomes Silva (Rio de Janeiro, 11 de maio de 2004) é um futebolista brasileiro que atua como meio-campista. Atualmente, joga pelo Flamengo.

## Carreira

### Início
Nascido em Bento Ribeiro, bairro da Zona Norte do Rio de Janeiro, começou sua carreira no Madureira aos seis anos, tendo ido para o Marabu depois e chegado ao Vasco da Gama, onde fez a transição do futsal para o campo. Nessa época, chegou a atuar como zagueiro, lateral-direito e volante antes de tornar-se um meia-atacante.

### Flamengo
Passado um tempo no cruz-maltino, fez um teste aos doze anos para entrar no Flamengo, em 2017, onde terminaria sua formação.
Com a ajuda da família, dedicação e suas qualidades de versatilidade e força física, se firmou nas categorias de base do Rubro-Negro e, usando a camisa 10, conquistou inúmeros títulos, como a Copa Nike, Taça Guanabara e o Carioca pelo Sub-15, em 2018, e o Torneio Internacional de Dubai, em 2019. Ainda no mesmo ano no mês de agosto, assinou seu primeiro contrato profissional válido até 2025 e com uma multa rescisória de 50 milhões de euros aproximadamente.
Em 18 de novembro de 2021, novamente renovou seu contrato e ampliou-o até 2027, com multa em 100 milhões de euros (equivalente a 534 milhões de reais na cotação atual). Em 2021, foi artilheiro do clube na categoria sub-17 com 28 gols, sendo também importante nas conquistas da Copa do Brasil da categoria ao fazer 15 gols em nove partidas (média de 1,6), inclusive na final contra São Paulo onde o Rubro-Negro venceu por 3–0 (onde figurou também no time ideal da competição) e no bicampeonato Brasileiro Sub-17, em 2021, ao fazer dois gols na vitória por 4–1 no jogo de volta da final contra o Vasco após derrota por 3–1 no jogo de ida.

#### 2022
Após o destaque na base, foi integrado em alguns treinos do time profissional por Paulo Sousa, sendo relacionado pela primeira vez a uma partida em abril, contra a Universidad Católica na Copa Libertadores. Acabou recebendo a chance para estreia no jogo de ida contra o Altos nas oitavas da Copa do Brasil, tendo dado uma assistência. Seu primeiro gol profissional foi logo no jogo de volta contra o Altos, fechando a vitória de 2–0.
Com a chegada de Dorival Júnior em junho, começou ganhar mais oportunidades e adaptado em uma nova posição. Meia-atacante na base, foi recuado para uma espécie volante que chega à área ao ataque. Voltou a marcar em 30 de junho, na goleada de 4–1 sobre o Atlético Goianiense, tendo feito o quarto gol do Rubro-Negro e dado uma assistência para Lázaro abrir o placar. Esse também foi seu primeiro gol no Maracanã.
Em 2 de setembro, foi selecionado em uma lista do Centro Internacional de Estudos de Esporte como sendo uma das cinco promessas do futebol brasileiro nascidos depois de 2004. Foi o melhor colocado entre os brasileiros, ficando em quarto em geral. Ao compor o elenco campeão da Copa do Brasil de 2022, conquistou seu primeiro título pelo profissional do Flamengo.
Em 12 de novembro, foi integrado ao time Sub-20 juntamente com Matheus França e Mateusão para a disputa da Copa do Brasil Sub-20 de 2022 contra o Palmeiras.

#### 2023
Com a chegada do argentino Jorge Sampaoli, ganhou mais oportunidades e obteve boas atuações nas partidas em que atuou, tendo feito gol na duas últimas rodadas da fase de grupos da Copa Libertadores: contra o Racing na vitória por 2–1, em 8 de junho, tendo entrado no 2.º tempo e feito gol da vitória e na vitória por 4–0 sobre o Aucas, em 28 de junho, onde fez o terceiro gol após passar de Pedro.
Participou de 47 jogos na temporada, a maioria com Sampaoli que gostava de seu estilo.

#### 2024
Em 14 de junho, recebeu uma homenagem do Rubro-Negro em comemoração aos 100 jogos pelo Flamengo, na vitória sobre o Grêmio, no Maracanã, por 2–1, partida válida pela 8.ª rodada do Campeonato Brasileiro.
Em 28 de agosto, como parte da negociação com o Southampton pela compra do meia argentino Carlos Alcaraz, foi emprestado ao Göztepe, da Turquia — que pertence ao mesmo grupo que controla o clube inglês. Não ficou disponível para a partida de 28 de agosto, contra o Bahia, pelas quartas de final da Copa do Brasil e viajou para a Turquia para exames médicos.

### Empréstimo ao Göztepe
No clube turco, esteve no banco na partida contra o Bodrum F.K., em 31 de agosto, mas não fez sua estreia. Em função da data FIFA, uma nova partida do Campeonato Turco (TFF 1. Lig, corresponde atualmente à divisão de acesso) está marcada para 23 de setembro, contra o Kayserispor.

## Seleção Brasileira
Convocado para as categorias de base desde o Sub-15 onde foi convocado dez vezes, atuou também pelo Sub-17 uma vez e pelo Sub-20. Pelo Sub-20, foi chamado por Ramon Menezes, em 28 de outubro, para a disputa de dois amistosos contra o Chile, em 17 e 20 de novembro, em Santiago.
Em 8 de dezembro de 2022, foi um dos 23 convocados para representar a Seleção Sub-20 no Sul-Americano da categoria, em 2023. Entretanto, acabou cortado da lista final por não liberação do Flamengo.

## Estilo de jogo
É descrito como um jogador que tem boa capacidade de interpretação de espaços, vai bem quando está de costas para um rival e que tem muito físico e explosão. Também é descrito com uma leitura de jogo muito boa, além de se apresentar bem dentro da área. Atua de segundo volante e atacante, tendo versatilidade como uma de suas principais virtudes.

## Estatísticas
Atualizadas até 24 de março de 2024.

### Clubes
| Equipe            | Temporada         | Campeonato nacional | Campeonato nacional | Campeonato nacional | Copa nacional[a] | Copa nacional[a] | Copa nacional[a] | Competições continentais[b] | Competições continentais[b] | Competições continentais[b] | Outros torneios[c] | Outros torneios[c] | Outros torneios[c] | Total | Total | Total   |
| Equipe            | Temporada         | Jogos               | Gols                | Assist.             | Jogos            | Gols             | Assist.          | Jogos                       | Gols                        | Assist.                     | Jogos              | Gols               | Assist.            | Jogos | Gols  | Assist. |
| ----------------- | ----------------- | ------------------- | ------------------- | ------------------- | ---------------- | ---------------- | ---------------- | --------------------------- | --------------------------- | --------------------------- | ------------------ | ------------------ | ------------------ | ----- | ----- | ------- |
| Flamengo          | 2022              | 21                  | 2                   | 2                   | 8                | 1                | 1                | 8                           | 0                           | 0                           | —                  | —                  | —                  | 33    | 3     | 3       |
| Flamengo          | 2023              | 30                  | 1                   | 2                   | 8                | 0                | 0                | 6                           | 2                           | 0                           | 2                  | 0                  | 0                  | 46    | 3     | 2       |
| Flamengo          | 2024              | —                   | —                   | —                   | —                | —                | —                | —                           | —                           | —                           | 7                  | 0                  | 0                  | 7     | 0     | 0       |
| Flamengo          | Total             | 51                  | 3                   | 4                   | 16               | 1                | 1                | 14                          | 2                           | 0                           | 9                  | 0                  | 0                  | 86    | 6     | 5       |
| Göztepe           | 2024              | 0                   | 0                   | 0                   | 0                | 0                | 0                | 0                           | 0                           | 0                           | 0                  | 0                  | 0                  | 0     | 0     | 0       |
| Göztepe           | Total             | 0                   | 0                   | 0                   | 0                | 0                | 0                | 0                           | 0                           | 0                           | 9                  | 0                  | 0                  | 0     | 0     | 0       |
| Total na carreira | Total na carreira | 51                  | 3                   | 4                   | 16               | 1                | 1                | 14                          | 2                           | 0                           | 9                  | 0                  | 0                  | 86    | 6     | 5       |

- a. ^ Jogos da Copa do Brasil
- b. ^ Jogos da Copa Libertadores da América
- c. ^ Jogos do Campeonato Carioca

## Títulos

### Base
Flamengo
- Copa Nike Sub-15: 2018
- Campeonato Donos da Bola (Sub-14): 2018
- Taça Guanabara Sub-15: 2018
- Carioca Sub-15: 2018
- Campeão do Torneio Internacional de Dubai (Sub-16): 2019
- Verona Cup (Sub-16): 2019
- Internacional Cup (Sub-15): 2019
- Campeonato Brasileiro de Futebol Sub-17: 2021
- Copa do Brasil Sub-17: 2021

### Profissional
Flamengo
- Copa Libertadores da América: 2022[31]
- Copa do Brasil: 2022 e 2024
- Campeonato Carioca: 2024

### Prêmios individuais
- Artilharia do Campeonato Metropolitano de Futebol (Sub-13) de 2017: 32 gols
- Melhor jogador do Campeonato Donos da Bola (Sub-14) de 2018
- Melhor jogador do Torneio Internacional de Dubai (Sub-16)
- Melhor jogador da Verona Cup (Sub-16)
- Artilharia da Internacional Cup de 2019
- Artilharia da Copa do Brasil Sub-17 de 2021: 15 gols
- Seleção da Copa do Brasil Sub-17 de 2021